# Michel Jaccard
Michel Jaccard, né le 1er septembre 1914 à Lausanne (originaire de Sainte-Croix) et mort le 16 février 1988, est un journaliste, politicien, écrivain et auteur dramatique vaudois, membre du Parti radical-démocratique. Il siège quatre ans au Conseil national au début des années 1950.

## Biographie
Michel Jaccard naît le 1er septembre 1914 à Lausanne. Il est originaire de Sainte-Croix, dans le Jura vaudois. Son père se nomme Henri Samuel et sa femme Juliette Gay. 
Il entreprend des études à l'école supérieure de commerce, puis décide de faire carrière dans le journalisme. Il n'a pas vingt ans lorsqu'il devient reporter à La Feuille d'Avis de Lausanne. En marge de chroniques locales et régionales, il écrit de nombreux articles consacrés aux spectacles et aux arts et collabore à diverses revues, ainsi qu'à la radio. 
Collaborateur à la Radio suisse romande, député radical au Grand Conseil vaudois (1949-1953), conseiller national (1951-1955), il préside le Cercle lausannois des journalistes professionnels en 1944.
Deux ans plus tard, il prend la direction de la Revue de Lausanne, journal radical rebaptisé Nouvelle revue de Lausanne, il dirige en même temps l'Imprimerie vaudoise, dont il devient l'un des administrateurs-délégués. Soucieux de ne pas se limiter à la politique ou aux faits divers, Michel Jaccard fait une place non négligeable à la culture. C'est ainsi que figure en première page les chroniques artistiques et littéraires de E.-H. Crisinel, de C.-F. Landry et de Philippe Jaccottet.
Il décède le 16 février 1988.

### Autres mandats
Il est notamment président de l'Association de la presse vaudoise de 1951 à 1956. Président du comité du Théâtre du château à Lausanne, il est l'auteur de plusieurs pièces.

## Sources
- « Michel Jaccard », sur la base de données des personnalités vaudoises sur la plateforme « Patrinum » de la Bibliothèque cantonale et universitaire de Lausanne.
- Laurent Tissot, « Michel Jaccard » dans le Dictionnaire historique de la Suisse en ligne.
- Françoise Fornerod, Lausanne, le temps des audaces les idées, les lettres et les arts de 1945 à 1955, p. 111
- Histoire de la littérature en Suisse romande, sous la dir. de R. Francillon, vol. 3, p. 50
- Mois théâtral n° 111, 1944
- Nouvelle Revue de Lausanne, 1988/01/17
- J.P. Thévoz, « Si "La Revue" nous était contée », in La Revue, 125 ans, 1993, 26-52